# Тибей-Сале
Тибей-Сале, Тибейсале — деревня (ранее имела статус посёлка) в Тазовском районе Ямало-Ненецкого автономного округа России.

## География
Деревня расположена на протоке Тибейсаляпарад в дельте реки Таз, в 45 км к юго-востоку от посёлка Тазовский и в 175 км к северо-востоку от Нового Уренгоя.
Ближайшие населённые пункты
Газ-Сале 26 км

## Население
| 1989 | 2002 | 2010 | 2021 |
| ---- | ---- | ---- | ---- |
| 102  | ↗206 | ↗716 | ↘19  |

## История
С 2004 до 2020 гг. деревня относилась к межселенной территории Тазовского района. В 2020 году межселенная территория была упразднена в связи с преобразованием муниципального района в муниципальный округ.

## Экономика
Оленеводство, рыболовство. Фактория

## Культура
В конце 1940-х годов возле фактории найден клад с артефактами средневекового художественного бронзового литья западно-сибирских мастеров, работы ювелиров Волжской Булгарии